# 花房果子
花房 果子（はなふさ かこ、1973年8月12日 - ）は、高知県在住のフリーアナウンサーである。高知放送で10年間勤務したのち子育てのためにフリーに転向。イベントや披露宴の司会、絵本講師として絵本の読み聞かせなどを行っている。既婚者であり、12歳（2020年時点）になる男の子を育てている。

## 人物
兵庫県神戸市出身。1992年に兵庫県立神戸高等学校、1996年に同志社女子大学学芸学部日本語日本文学科（日本語学専攻）を卒業。1998年RKC高知放送に入社。2009年RKC退職。現在は、式典、イベント、結婚式の披露宴司会などを中心に活動している。ママアナおはなし隊として元RKCアナウンサーで絵本の読み聞かせを行っている。また、NPO法人「絵本で子育て」センター絵本講師として「絵本講座」を各幼稚園や保育園で開講している。2020年3月からRKC高知放送の新番組『笑ジオ』の月曜日のパーソナリティーとして井上琢己アナウンサーと番組進行を担当していた。その後、『とさこちラジオｗ』→『とさこちラジオ』に続投している。2021年3月28日に行われたRKCラジオのワイドFM開局1周年大感謝祭「トワイライト・パーティー」にてハリー・ポッターのコスプレしている。

### 資格・検定
- リトミック研究センター上級リトミック指導員
- 英語検定2級
- 秘書検定2級
- 普通自動車免許

## フリー後の主な仕事

### テレビ・ラジオ
- アメリカンホームダイレクトのTVCM
- 笑ジオ（月曜日担当）
- とさこちラジオw（月曜日担当）
- 高知放送テレビ　RKC伝言板

### 寄稿
- 『届け続けよう、絵本の力を信じて 』　絵本講師の発言席～絵本フォーラム第129号（2020年03.10）より～[4]

### 読み聞かせなど
- 土曜授業「人権参観日」[5]
- 令和3年度　学術学園幼稚園　子育て支援事業[6]
- こどものためのアナウンスレッスン 2022年8月3日[7]
- ちいさなこどものためのひろば  2022年7月22日[8]

## 過去の主な担当番組
テレビ
- こうちNOW（金曜日）

中継先から天気予報を担当。また、2000年10月からの約1年間は同じ中継先から『ニュースプラス1』（日本テレビ）の列島リレー中継「ごご5時ニッポン」（RKCでは未放送）に、事実上の金曜レギュラーとして出演。
- 公園どおりのウィークエンド

出演当初は中継担当であったが、後に石田佳世とポジションを入れ替え、2代目サブ司会となる。
- どっきん!てれび

ラジオ
- LUNCHリクエスト（日曜11:40）
- 図書館アワー